# Алешково (Тимирязевское сельское поселение)
Алешково — деревня в Лухском районе Ивановской области. Входит в состав Тимирязевского сельского поселения.

## География
Находится в восточной части Ивановской области на расстоянии приблизительно 7 км на запад-юго-запад по прямой от районного центра поселка Лух на левом берегу речки Возополь.

## История
В 1872 году здесь (тогда Юрьевецкий уезд Костромской губернии) было учтено 18 дворов, в 1907 году — 29.

## Население
Постоянное население составляло 107 человека (1872 год), 140 (1897), 141(1907), 11 в 2002 году (русские 100 %), 4 в 2010.